# الدين في باكستان
الدين في باكستان

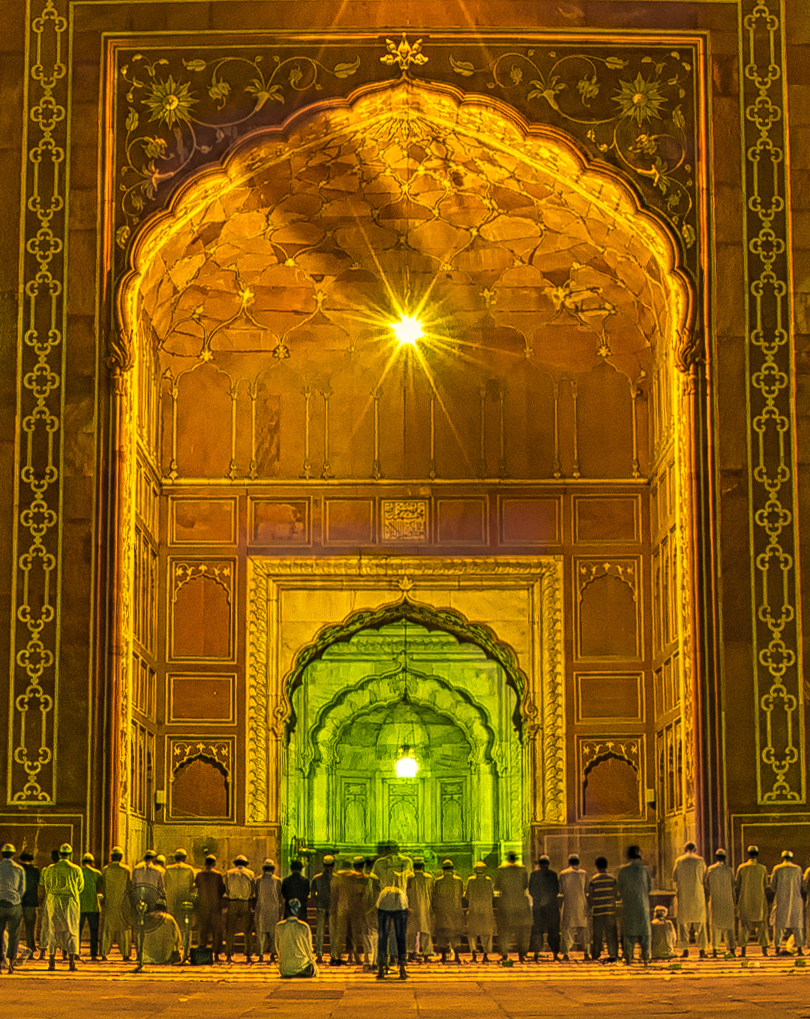
مسجد بادشاي صلاة الليل في شهر رمضان

دين الدولة في باكستان هو الإسلام، ويعتنقه 96.28% من سكانها. يضمن الدستور الباكستاني حرية التدين، وهي حق أساسي للمواطنين الباكستانيين بغض النظر عن دينهم. يعتنق بقية السكان (4%) الهندوسية والمسيحية والأحمدية والسيخية والبهائية وأديانًا أخرى.
يتألف المسلمون من مجموعة من الفِرَق: معظمهم من المسلمين السنّة (يقدر بنحو 75–95%)، وبعضهم من الشيعة (5–15%). مذهب معظم المسلمين السنة في باكستان هو المذهب الحنفي. ينتمي معظم المسلمين الشيعة في باكستان إلى الشيعة الاثني عشر، ومنهم أقلية معتبَرة تعتنق الإسماعيلية، وهم مؤلفون من النزارية (الآغاخانيين) والمستعلية والبهرة الداوودية والسليمانية وغيرها.
تواجه الأقليات الدينية في باكستان عادةً مقدارًا كبيرًا من التمييز ويعانون مشكلات منها العنف وسوء استعمال قانون الكفر. وادُّعي أنه منذ عام 1947، انخفضت نسبة الأقليات الدينية من 23% إلى 3.7% من السكان، بسبب الهجرة الجماعية لنحو 5 ملايين هندوسيًّا وسيخيًّا إلى الهند عام 1947 وانفصال باكستان الشرقية (وتسمى الآن بنغلاديش) عام 1971 إذ كانت تحوي نحو 22% من أقليات باكستان، فلم يبق في غرب باكستان إلا نحو 1.6% من الأقليات.
وحسب الإحصاء الذي جرى عام 1998، فإنه عدد الهندوس في باكستان أقل من مليونين ونصف. قدّر المجلس الباكستاني الهندوسي عدد الهندوس في باكستان بنحو 8 ملايين في أكتوبر 2019.

## الأحكام الدستورية
أقرّ الدستور الباكستاني بالإسلام دينًا للدولة، ومنح كل المواطنين بالحق في اعتناق الدين والمجاهرة به والدعوة إليه تحت مظلة القانون والنظام العام والأخلاق. ويحكم الدستور أيضًا بأن كل القوانين يجب أن توافق أوامر الإسلام المبينة في القرآن والسنة.
يحد الدستور من الحقوق السياسية للباكستانيين غير المسلمين. فليس لغير المسلمين أن يشغلوا منصب الرئيس أو رئيس الوزراء. وليس لغير المسلمين أن يكونوا قضاة في المحكمة الشرعية الاتحادية، التي لها السلطة التي تمكنها من إلغاء أي قانون تعدّ غير إسلامي، على أن أحكامها خاضعة لمحكمة باكستان العليا. ومع هذا، فإن من غير المسلمين من كان قاضيًا في المحاكم العليا. في عام 2019، اقترح نافيد أمير وهو عضو مسيحي في التجمع الوطني مشروع قرار لتعديل المادة 41 والمادة 91 من الدستور لتسمح لغير المسلمين أن يشغلوا منصب الرئاسة ورئاسة الوزراء. ولكن البرلمان الباكستاني حظر المشروع.
أسس التركيز على المبادئ الإسلامية نظامًا من التمييز الممؤسس الذي يتوغل في المجتمع. بل إن الدستور يشرع تأسيس مجلس إسلامي، مهمته ضمان اتباع العقيدة الإسلامية في صناعة السياسات والأفعال والقرارات الحكومية.

## التركيبة السكانية للدين في باكستان
بناءً على المعلومات المجموعة من مكتبة الكونغرس وكتاب حقائق العالم الصادر عن وكالة المخابرات المركزية وجامعة أوكسفورد وجامعة بنسلفانيا ووزارة الخارجية الأمريكية وغيرها، جاءت هذه القائمة بالتقديرات عن نسبة المؤمنين بكل ديانة في البلد. تختلف التقديرات اختلافًا معتبرًا بين المصادر، حسب طرائق البحث وقواعد البيانات المستعملة.
في عام 2012، حمل 5,900,000 باكستاني غير مسلم بطاقة الهوية الوطنية المحوسبة من سلطة قاعدة البيانات الوطنية والتسجيل، ويمكن الحصول على هذه البطاقة بعد بلوغ 18 عامًا من العمر. ويقدّر أن نحو 96% من الباكستانيين يحملون بطاقة الهوية الوطنية، ومن ثم فإن مجموع السكان البالغين من غير المسلمين يبدو أنه أكبر من 3 ملايين نسمة. من أقلية الحاملين لبطاقات الهوية الوطنية، 1,414,527 من الهندوس (769,647 ذكرًا و 644,880 أنثى)، و1,270,051 من المسيحيين (731,713 ذكرًا و 538,338 أنثى)، و 125,681 من المسلمين الأحمديين (63,479 ذكرًا و 62,202 أنثى) و 33,734 من البهائيين، و 6,146 من السيخ، و 4,020 من البارسيين، و 1,492 من البوذيين و 66,898 من أديان أخرى (منهم الأرواحيون الكيلاش). تجعل سلطة التسجيل وقواعد البيانات الوطنية الانتقال من الإسلام إلى أي دين آخر أقرب إلى المستحيل، وهو ما يجعل الإحصائيات مضللة نوعًا ما.

## الإسلام
الإسلام دين الدولة في باكستان، ونحو 95-98% من الباكستانيين مسلمون. باكستان ثاني أكبر بلد من حيث عدد المسلمين في العالم بعد إندونيسيا. معظم المسلمين في باكستان من السنة (يقدرون بنحو 75-95%) وبعضهم من الشيعة (5-20%). وجد استطلاع لمركز بيو للأبحاث عام 2012 أن 6% من المسلمين الباكستانيين شيعة. وفي باكستان عدد من المدارس الفقهية الإسلامية التي تسمى مذاهب، وفي لغة الأردو تسمى مكتب إفكر. مذهب معظم المسلمين السنة في باكستان هو المذهب الحنفي، وفيهم عدد قليل يتبعون المذهب الحنبلي. ينتمي معظم المسلمين الشيعة في باكستان إلى الشيعة الإثني عشرية، ومنهم أقلية معتبَرة تعتنق الإسماعيلية، وهم مؤلفون من النزارية (الآغاخانيين) والمستعلية والبهرة الداوودية والسليمانية وغيرها. يقرّ دستور باكستان بأن الصوفيين والسنة والشيعة المذكورين أعلاه مسلمون.
المسجد مؤسسة دينية واجتماعية مهمة في باكستان. يقام كثير من الشعائر والاحتفالات حسب التقويم الإسلامي.

### الصوفيون
وُفِّق إلى درجة ما بين الإسلام والآثار التي سبقته، فنتج عن هذا التوفيق بعض التقاليد المستقلة عن الموجود في العالم العربي. وفي باكستان ضريحان لصوفيَّيْن يجذبان الاهتمام الوطني، هما علي الهجويري في لاهور (من القرن الحادي عشر) وعثمان المروندي (شهباز قلندر) في سهوان، السند (من القرن الثاني عشر). للصوفية، وهي مذهب أسراري إسلامي نشره فريد الدين مسعود في باكستان، تاريخ طويل من الاتباع الشعبي في باكستان. تتركز الثقافة الصوفية العامة على التجمع في ليالي الجمعة عند الأضرحة والاحتفالات السنوية التي يكون فيها موسيقا ورقص صوفي. ينقد الأصوليون الإسلاميون اليوم حالة الصوفية العامة، التي يرون أنها لا تعبر تعبيرًا صحيحًا عن تعاليم النبي وصحابته. وُجّهت عمليات إرهابية كثيرة إلى أضرحة الصوفية واحتفالاتهم، منها 5 في عام 2010 قُتل فيها 64 إنسانًا.

## أديان أخرى

### الهندوسية
الهندوسية ثاني أكبر دين في باكستان بعد الإسلام، حسب إحصاء عام 1998. في عام 2010، كان باكستان خامس أكبر بلد في تعداد السكان الهندوس وتوقع مركز بيو للأبحاث أن باكستان ستكون رابع أكبر بلد من حيث تعداد السكان الهندوس بحلول عام 2050. حسب إحصاء عام 1998، فإن عدد السكان الهندوس يبلغ 2,111,271 (منهم 332,343 من الطوائف المهمشة من الهندوسيين). لم تنشر البيانات الدينية لإحصاء عام 2017. يوجد الهندوس في جميع محافظات باكستان ولكنهم متركزون في السند. يعيش نحو 93% من الهندوس في السند، و5% في البنجاب ونحو 2% في بلوشستان. يتكلم الهندوس في باكستان مجموعة من اللغات منها السندية والسرائيكية والأيرية والدختية والغيرية والغوارية والغورغولا والجاندافرا والكابوترا والكولية واللاوركية والمروارية والسانسية والفاغرية والغوجاراتية.
قبل الإمبراطورية المغولية والسلطنة الدلهية، كان نحو 90% من السكان هندوسًا. تروي بعض التقارير عن هندوس انتقلوا إلى الإسلام بالقوة والتهديد.
يقال إن فيدا ريغ، وهي أقدم نص هندوسي، أُلِّفت في محافظة البنجاب التابعة لباكستان على ضفاف نحر السند في عام 1500 قبل الميلاد تقريبًا، ثم انتشرت إلى جنوب آسيا وجنوب شرقها وتطورت ببطء إلى عدة أشكال من الدين نراها اليوم.
تظهر الحالات التي جمعها الدفاع العالمي عن حقوق الإنسان أن بناتٍ قُصَّرًا من الهندوس (والمسيحيين) يستهدفهن عادةً المسلمون ليجبروهن على الإسلام. حسب الهيئة الوطنية للعدل والسلام والمجلس الهندوسي الباكستاني فإن نحو ألف امرأة غير مسلمة من الأقليات أُجبرت على الإسلام ثم أُكرهت على الزواج من خاطفها أو مغتصبها.

### المسيحية
المسيحيون (بالأردو: مسيحى، عيسائى) يشكلون نحو 1.6% من سكان باكستان. تتألف غالبية المجتمع المسيحي الباكستاني من البنجابيين الذين تنصّروا في فترة الاستعمار البريطانيين وأبنائهم. يتركز المسيحيون الباكستانيون في البنجاب والمراكز الحضرية. وفي باكستان أيضًا مجتمع روماني كاثوليكي في كاراتشي أسسه المهاجرون الغوان والتاميل عندما كانت بنية كاراتشي التحتية تطوَّر بين الحربين العالميتين. تجري عدة مجموعات بروتستانتية مهماتها التبشيرية في باكستان.
وفي باكستان عدد من المدارس التي تقوم عليها الكنائس وتقبل طلّابًا من جميع الأديان، منها كلية فورمان المسيحية، ومعهد القديس باتريك للعلوم والتقانة وكلية القديس جوزف للنساء في كاراتشي.
تظهر الحالات التي جمعها الدفاع العالمي عن حقوق الإنسان أن بناتٍ قُصَّرًا من المسحيين (والهندوس) يستهدفهن عادةً المسلمون ليجبروهن على الإسلام. يواجه المسيحيون أيضًا عادة انتهاكات لقوانين الكفر الباكستانية، لا سيما في قضية آسيا بيبي.

## الديموغرافيا الدينية في باكستان
مكتبة الكونغرس، مركز بيو للأبحاث، وكالة الاستخبارات المركزية، كتاب حقائق العالم، جامعة أكسفورد ويقدر، جامعة بنسلفانيا، وغيرها من المعلومات التي تم جمعها وفقا لنسبة الديانات المختلفة في البلاد على النحو التالي.
- الإسلام
  - أهل السنة والجماعة - 85-90 [48][49][50][51][51]
  - الشيعة - 10-15 [48][49][50][51][51]
- ديانات أخرى
  - المسيحية - تقریبا 1.6
  - الهندوسية - تقریبا 1.6
  - البهائية - 40000 أو 79000 [52]
  - السيخية - 20000
  - الزرادشتية / المجوسية - 600 / 20000 [53]
  - القاديانية - تقریبا 1.42 [54][55][56]